# Matteo Basile
Matteo Basile, al secolo Paolo, noto anche come Matteo da Pareta (Parete, 3 novembre 1673 – Palermo, 24 gennaio 1736) è stato un arcivescovo cattolico italiano.

## Biografia
Fu ordinato sacerdote dell'Ordine dei frati minori il 7 ottobre 1696, francescano della famiglia degli osservanti.
Definito lettore giubilato dottissimo, ricoprì le cariche più onorevoli della sua carriera ecclesiastica nel decennio che va dal 1726 al 1736, periodo in cui, per i primi tre anni, fu eletto vicario generale dell'Ordine francescano ed elevato a ministro generale da papa Benedetto XIII. Inoltre, tra gli anni 1722 e 1729 riordinò la biblioteca francescana di Santa Maria la Nova a Napoli e che contava circa ventimila volumi.
Successivamente, fu selezionato come arcivescovo metropolita di Palermo e ricoprì questo ruolo dal 3 settembre 1731 fino alla sua morte, avvenuta il 24 gennaio 1736. Durante l'esercizio di questa carica ha consacrato e incoronato, il 3 luglio 1735, re di Sicilia Carlo Sebastiano di Borbone col nome di Carlo V, successivamente anche Carlo III di Spagna. Negli anni 1733-1734 ha inoltre affidato al pittore fiammingo Guglielmo Borremans il compito di affrescare diverse stanze del Palazzo Arcivescovile.
Di Matteo Basile, fine teologo, rimangono fondamentalmente due testi di dissertazioni, di pubblicazione postuma anche a cura del nipote gesuita Jacopo: De vindiciis divi Petri, un trattato in difesa della cattedra di San Pietro dagli eretici, a cui si aggiunge uno scritto su Sant'Eleuterio Sommo Pontefice; Adversus Exercitationes Serry, un'opera di confutazione delle tesi del teologo domenicano francese Giacomo Giacinto Serry e in difesa delle figure dei Santi Gioacchino e Anna, delle leggende circa la sterilità di quest'ultima, dell'offerta di Maria e del numero dei Re Magi. Altri scritti, secondo le fonti conservati nella stessa biblioteca di Santa Maria la Nova, sarebbero quattro dissertazioni denominate De veracitate Sardicensium Canonum o anche De Romanis Pontificibus: una circa la veridicità delle opere attribuite a Dionigi l'Areopagita e del Credo degli Apostoli e altre su varie figure di pontefici come Stefano, Onorio, Zosimo e Liberio.
Il paese natale, Parete, ha intitolato a Matteo Basile una delle vie del centro storico e la scuola media locale.

## Opere
- De vindiciis divi Petri. Dissertationes critico-dogmaticae adversus Magdeburgenses aliosque heterodoxos. Accedit dissertatio unica Eleutheri vindicias, presso Antoninum Gramignani, Palermo, 1736 (postuma).
- Adversus exercitationes P. Iacobi Hiacynthi Serry de Christo eiusque Matre, a cura di Iacopo Basile, Typographia Abbatiana, Napoli, 1755 (postuma).

## Genealogia episcopale e successione apostolica
La genealogia episcopale è:
- Cardinale Sigismund von Kollonitz
- Cardinale Michele Federico Althann
- Cardinale Juan Álvaro Cienfuegos Villazón, S.I.
- Arcivescovo Matteo Basile, O.F.M.Obs.

La successione apostolica è:
- Arcivescovo Giacomo Bonanno, C.R. (1734)